# Agnes Carlsson
Agnes Emillia Carlsson (Venersburgo, 6 de março de 1988), mais conhecida como Agnes ou Agnes Carlsson, é uma cantora e dançarina sueca que ganhou a segunda temporada do reality show Idol em 2005. Após vencer, passou a ser uma das cantoras mais populares e das intérpretes musicais femininas mais bem-sucedidas comercialmente da Suécia, vendendo mais de 180 000 álbuns em seu país. Fora de seu país natal, ela é mais conhecida pelo êxito "Release Me", lançado em 2008 na Europa e em 2009 na Austrália e nos EUA.

## Biografia
Agnes começou a cantar desde pequena. A primeira vez que ela cantou solo com a canção "Jul, Jul brilliant in July" todos da platéia estavam atentos, e se emocionaram. Em sua cidade natal Venersburgo. Agnes cantava no coro de voz. Sua família é constituída de sua mãe, Eva, seu pai Tore, e seus três irmãos Elias, Jon e Moa.

## Idol 2005
Na Primavera de 2005, com apenas 17 anos, Carlsson fez a audição para entrar na segunda temporada da versão sueca do reality show Idol em Gotemburgo, cantando "Varje Gang Jag Ser Dig" de Lisa Nilsson. Os quatro jurados ficaram extremamente impressionado com sua potência vocal e com muito sucesso, conseguiu passar pelas fases do concurso. Sua voz continuou a impressionar, até as semifinais. Para o desânimo dos jurados, Carlsson não se classificou entre os onze candidatos, mesmo tendo uma segunda chance, os jurados decidiram lhe dar um "wildcard". Apesar deste revés, Carlsson fascinou tanto os juízes e ao público durante todos os finais de semana com resultado feito na grand finale. Com 57% de votos pelo público, ela derrotou o concorrente Sebastian Karlsson e venceu a segunda temporada do Sweden Idol. Atualmente, ela é um dos concorrentes que ganhou com apenas 4 "wildcards" que ganharam o Idol no Mundo. Ela foi precedida por Ryan Malcolm no Canadá em 2004, e no mesmo ano pelo cazaque Almas Kishkenbayev, e seguido em 2007 pela australiana Natalie Gauci.

## Idol Performances
• Audição em Gotemburgo: 
• "Varje gång jag ser dig" de Lisa Nilsson.

• Semi Finais: "Together Again" de Janet Jackson.

• Curinga Round: "Små Rum" de Lisa Nilsson.

• Top 11: "My Everything" de Jennifer Brown.
• Top 10: "I'm So Excited" de The Pointer Sisters.

• Top 9: "Himlen runt hörnet" de Lisa Nilsson.

• Top 8: "I'm Outta Love" de Anastacia.

• Top 7: "Young Hearts Run Free" de Candi Staton.

• Top 6: "Can't Take My Eyes Off You" de The Four Seasons.

• Top 5: "Sk8er Boi" de Avril Lavigne.

• Top 5: "Wonderwall" de Oasis.
 
• Top 4: "Heaven" de Bryan Adams.
 
• Top 4: "The Trouble with Love Is" de Kelly Clarkson.
 
• Top 3: "Beautiful" de Christina Aguilera.
 
• Top 3: "Flashdance... What a Feeling" de Irene Cara.
 
• Top 2 Grande final: "My Everything" de Jennifer Brown.

• Top 2 Grande final: "This Is It" de Melba Moore.
 
• Top 2 Grande final: "Right Here, Right Now" de Agnes Carlsson (primeiro single). Declarada ganhadora do Idol 2.

## Carreia Pós-Idol

### 2005-2006: Agnes e sucesso comercial
Imediatamente após vencer o Idol, Carlsson assinou um contrato com a gravadora Sony BMG e seu debut single, ""Right Here Right Now"", foi lançada. Uma semana depois, a canção estreou na primeiro posição no Swedish Singles Chart e ficou ali durante 6 semanas. Foi rapidamente certificada com um duplo platina por vender mais de 40.000 cópias na Suécia. Apenas uma semana mais tarde, em 19 de dezembro de 2005, primeiro álbum Agnes foi lançado, e a crítica que elogiou o a potência vocal de Carlsson, que ainda era de uma garota de 18 anos. O álbum imediatamente estreou na primeira posição, e foi certificado disco de platina em sua primeira semana, após a venda de quase 40.000 cópias.
Em março de 2006, enquanto lançava seu debut álbum, Carlsson lançou seu segundo single, "Stranded". Embora tenha recebido críticas positivas, o single não obteve sucesso comercial, e estagnou na vigésima sétima posição. Apesar disto, porém, Carlsson continuou a desfrutar seu primeiro álbum com grandes vendas, vendendo mais de 90.000 cópias na Suécia e continuou entre os 60 álbuns mais vendidos na Suécia. Ela foi certificada com dupla platina e detém o recorde de ser o maior álbum de vendas de qualquer sueco vindo do Idol.

### 2006-2007: Stronger e popularidade
Em 22 de agosto de 2006, apenas oito meses após sua vitória no Idol, Carlsson lançou o terceiro single "Kick Back Relax" durante o programa de tv"Sommarkrysset". A canção, que serviria como o primeiro single do seu próximo álbum, foi lançada no dia 7 de setembro. Restritivamente perdeu a primeira posição no Swedish Singles Chart, ficando na segunda posição. Seu segundo álbum, "Stronger" foi lançado dia 11 de outubro, menos de um ano após o lançamento de seu primeiro disco. Tal como o seu antecessor, Stronger estreou na primeira posição nos charts, e vendeu 50.000 cópias, com certificado de disco de platina. Uma das faixas do álbum, "Love Is All Around" que já foi gravada por numerosos cantores em três continentes, sendo a mais notável pela vencedora do Australian Idol, Ricki Lee Coulter, que chegou a segunda posição nos charts na Austrália e se tornou um dos maiores hits do país em 2007.
Em 15 de novembro do mesmo ano, Carlsson lança "Champion", o segundo single do álbum. A canção estréia na décima nona posição, assim marcando uma configuração padrão de altos e baixos em posições no chart para Carlsson, que já tinha ocorrido com os dois singles na primeira posição de seu primeiro álbum. No início de 2007, Carlsson iniciou sua segunda turnê nacional em pouco mais de um ano. Em dezembro, Carlsson e seu ex-colega do Idol, Måns Zelmerlöw juntaram forças no Natal para uma loja de roupas MQ. A fim de promover a companhia, foi lançado uma regravação de "All I Want for Christmas Is You", que estreou na terceira posição nos charts suecos e foi certificada com disco de ouro com a venda de 10.000 exemplares.

### 2008-presente: Dance Love Pop e Reconhecimento internacional.
No início de 2008, foi anunciado que Carlsson quebrou o contrato com a Sony BMG. Ela foi rapidamente assinou contrato com a gravadora Roxy Recordings, e em 11 de agosto "On and On", o quinto single da carreira de Carlsson foi lançado como download digital. Voltada para o gênero dance club, o single foi uma mudança total para Carlsson, que antigamente seguia a linha Pop e R&B. A primeira performance do single foi em 16 de agosto durante um programa "Sommarkrysset.
" O único single que ficou quatro semanas consecutivas na oitava posição, que subiu para a primeira posição na tabela de charts e ganhou certificado de disco de ouro.
Em 13 de setembro, Kaj Kindvall, o apresentador do programa de rádio "Tracks" anunciou que o título do seu novo álbum era Dance Love Pop. O álbum foi lançado no dia 28 de Outubro e estreou no Swedish Albums Chart na quinta posição, com vendas de 10.000 cópias. Em 24 de novembro, "Release Me" foi lançado como o segundo single do álbum e estreou na nona posição.

### 2010: casamento real
Em 19 de junho de 2010, Agnes e Björn Skifs se apresentou no final da Cerimônia de Casamento Real da princesa Vitória, Princesa Herdeira da Suécia e Daniel Westling, Duque da Gotalândia Ocidental; ao cantar a música "When You Tell the World You're Mine", escrita especialmente para a ocasião.

## Pessoal
Agnes é casada com o compositor e produtor musical sueco Vincent Pontare, com quem ela namora desde 2009.
Em 8 de fevereiro de 2021, Agnes anunciou oficialmente em suas páginas oficiais nas redes sociais que seu teste foi positivo para COVID-19 em meio a Pandemia de COVID-19.

## Internacional
Em janeiro de 2009, foi anunciado pela Roxy Records que "Release Me" iria receber um lançamento mundial durante o verão no hemisfério norte. Esta seria pela primeira vez que uma música de Carlsson seria lançada fora da Suécia, e também fez a primeira Idol a fazer uma tentativa de sair da Suécia. O a sua primeira aparição internacional foi na Dinamarca onde estreou na sexta posição, seguido pela sétima posição em Flandres, trigésima terceira na Valônia e um aparecimento súbito na #83 na Rússia, já que Carlsson não divulgou o CD nestas três regiõpes. Em 1º de abril, começou a sua tour The Dance Love Pop Tour em Skövde, A turnê de Carlsson a sua primeira aventura fora da Suécia, com apenas uma data agendada na Dinamarca. Em 18 de abril foi anunciado que "Release Me" tinha alcançado a primeira posição no UK Club Chart, quase um mês antes de seu lançamento oficial, devido à imensa popularidade. Em maio, a música foi oficialmente adicionado à lista da A-Radio 1, a mais popular estação de rádio no Reino Unido. Em 8 de maio, pouco mais de seis meses desde o seu lançamento, Dance Love Pop foi certificada com disco de platina na Suécia para as vendas em excesso de 40.000 exemplares, tornando-se Carlsson a primeira com três álbum de platina da Suécia, mesmo fora de seu país. Ao mesmo tempo, Agnes fez a sua primeira visita ao Reino Unido participou em uma entrevista ao vivo na BBC Radio 1, em 23 de maio foi realizado em Londres, fez sua performance para o Club GAY, o maior e mais famoso clube gay do Reino Unido. "Release Me" finalmente recebeu o seu lançamento oficial britânico em 25 de maio e estreou na primeira posição no UK iTunes Chart. "On and On" também teve seu lançamento,no segundo semestre de 2009 e também teve uma nova versão do clipe, gravada na Suécia. O single também foi lançado na França emnovembro. "I Need You Now" será single no Reino Unido em novembro, a música terá uma versão diferente do álbum Dance Love Pop. O Dance Love Pop foi lançado nos outros países da Europa.. .

### Agnes no mercado americano
Agnes está entrando no mercado americano. "Release Me" foi lançado nos Estados Unidos em outubro de 2009. A música já está no iTunes americano. "Release Me" também teve um novo clipe, pois, sua gravadora dos Estados Unidos "Interscope" não aceitou a versão original. O clipe foi filmado em Los Angeles e teve sua estréia em setembro, e está no canal daUniversal Music Group no YouTube.

### Melodifestivalen 2009
Em 14 de outubro de 2008, foi anunciado que Agnes iria participar no Melodifestivalen 2009, a final nacional para o Festival Eurovisão da Canção. A canção "Love Love Love", foi escrita por Anders Hansson, foi escolhida como a sua canção. Agnes confirmou esta tarde em uma entrevista no jornal sueco Göteborgsposten, e ainda foi confirmado em 2 de dezembro de 2008 pela SVT. Hansson havia trabalhado anteriormente com Carlsson sobre o terceiro álbum estúdio Dance Love Pop, co-escrevendo quase todas as faixas do CD, incluindo os hit singles "On and On" e "Release Me". Inicialmente, foi dito que Carlsson cantaria "Love Love Love" como um dueto com Marie Serneholt ex-A*teens, mais tarde, quando se decididiu que Serneholt que iria competir sozinha, Agnes assumiu "Love Love Love" e se tornou um solo. Em 28 de fevereiro de 2009, Agnes estava na grande final do Melodifestivalen 2009 e finalmente alcançado 8º lugar com 40 pontos. Em 28 de fevereiro, ela oficialmente lançou "Love Love Love", na Suécia, onde estreou na quarta posição. A versão deluxe dos dois discos de estúdio seu terceiro álbum intitulado Dance Love Pop: A Love Love Love Edition,veio junto com o single de "Love Love Love"  foi lançado em primeiro de abril. Após o seu lançamento, Dance Love Pop voltou ao Swedish Albums Chart como a #12 posição.

## Discografia
Álbuns de estúdio
| Álbum          | Detalhes do Álbum                                                                                | Melhores posições | Melhores posições | Melhores posições | Melhores posições | Melhores posições | Melhores posições | Certificações      |
| Álbum          | Detalhes do Álbum                                                                                | SUE               | AUT               | FRA               | ALE               | SUI               | RU                | Certificações      |
| -------------- | ------------------------------------------------------------------------------------------------ | ----------------- | ----------------- | ----------------- | ----------------- | ----------------- | ----------------- | ------------------ |
| Agnes          | - Lançamento: 19 de dezembro de 2005 - Formato(s): CD, digital download - Gravadora(s): Columbia | 1                 | —                 | —                 | —                 | —                 | —                 | - IFPI: 3× Platina |
| Stronger       | - Lançamento: 11 de outubro de 2006 - Formato(s): CD, digital download - Gravadora(s): Ariola    | 1                 | —                 | —                 | —                 | —                 | —                 | - IFPI: Platina    |
| Dance Love Pop | - Lançamento: 29 de outubro de 2008 - Formato(s): CD, digital download - Gravadora(s): Roxy      | 5                 | 70                | 38                | 69                | 45                | 112               | - IFPI: Platina    |
| Veritas        | - Lançamento: 05 de setembro de 2012 - Formato(s): CD, digital download - Gravadora(s): Roxy     | 3                 | —                 | —                 | —                 | —                 | —                 | - IFPI: Ouro       |

## Tours
- 2006: Agnes Live Tour
- 2007: Stronger Tour
- 2009: The Dance Love Pop Tour